# Nannocalanus elegans
Nannocalanus elegans is een eenoogkreeftjessoort uit de familie van de Calanidae. De wetenschappelijke naam van de soort is voor het eerst geldig gepubliceerd in 2001 door Andronov.